# Formulering (logica)
Een formulering is in de logica en de wiskunde een bepaalde volgorde van symbolen die samen een bewering of stelling weergeven. Voor elk gegeven concept kan er een oneindig aantal mogelijke formuleringen bestaan. Er kunnen ook formuleringen van hetzelfde concept in verschillende talen bestaan.